# Наставка
Наставката (лат. суфикс) е част от думата, морфема, която стои след корена и променя лексикалното и/или граматическото значение на думата.
Примери за промяна на лексикалното значение:
- учител, огнен, публикувам, братски.

Наставките могат да променят не само лексикалното, но и граматическото значение на думата. Например наставката -ва придава несвършен вид на глаголите:
- река – реквам;
- хукна – хуквам.

Наставката -н образува глаголи от свършен вид:
- седна, легна, тропна, викна.

При глаголите се използват и други наставки: -ува, -ява (-ева), -ира, -изира и т.н.:
- векувам, лагерувам, спортувам, танцувам;
- заболявам, оздравявам, заклевам;
- адресирам, лакирам, шокирам;
- тиранизирам, характеризирам.

Наставките -ен, -ист, -ск, -ат, -ит, -ов и -ев произвеждат прилагателни имена:
- народен, сънен, златен, сребърен, огнен, боен;
- лъчист, златист, сребрист, обемист, породист;
- съседски, детски, царски, селски, стопански;
- крилат, рогат, ръбат, чепат; хвърковат, чудноват, ъгловат;
- четвъртит, честит, сърдит; лековит, страховит, шеговит;
- орехов, черешов, елхов, розов, гроздов;
- царев, лицев, слънчев.

Наставките -ист, -ев, -ат и -ит могат обаче да произвеждат и съществителни имена:
- багерист, журналист, икономист, машинист;
- изгрев, посев, припев;
- диктат, комбинат, фалшификат, инспекторат;
- бандит, бронхит, графит.

Наставките -тел, -ар, -яр, -ач, -яч, -джи, -чи образуват съществителни имена за деятели:
- предпазител, владетел, заместител, нападател;
- лекар, стругар, златар, печатар;
- огняр, коняр, леяр, иманяр;
- носач, шивач, купувач, продавач;
- крояч, мияч, сеяч, сваляч, бияч;
- балканджия, калайджия, ловджия, файтонджия;
- зарзаватчия, занаятчия, майтапчия, чифликчия.

Обаче наставките -ар и -яр произвеждат съществителни имена не само за деятели:
- сухар, буквар;
- формуляр.

Формативите -не и -ние (съставени от наставка и окончание) образуват отглаголни съществителни:
- горене, ходене, бягане, пълзене;
- творение, утешение, приближение, съединение.

Съществителни имена се образуват и с други наставки. Неизчерпателен списък:
- сватба, дружба, кражба; вършитба, коситба, женитба

(макар че имат връзка с глаголи, тези думи не се смятат за отглаголни съществителни;
те са винаги от женски род, тоест имат окончание -а);
- учителка, лекарка, приятелка, служителка, спасителка и мн.др.

(тези съществителни служат специално за назоваване на жени);
- девойка, ръкойка, французойка (само от женски род);
- игрище, сметище, гледище, горнище , долнище и мн.др. (само от среден род);
- мъжище, женище и др. увеличителни имена (те са от среден род);
- цветенце, кученце, козленце и др. умалителни имена (и те са от среден род);
- ръчица, мушица, сълзица и др. умалителни имена (те са от женски род);
- хубавица, шевица, царица и др. (и те са от женски род, но не са умалителни);
- старец, борец, певец, творец и мн.др. (те са от мъжки род);
- техник, физик, химик, практик и мн.др. (те са от мъжки род);
- материализъм, хуманизъм, организъм и мн.др. (те са от мъжки род);
- единство, братство, ръководство и мн.др. (те са от среден род);
- сухота, тегота, чистота, яснота; нищета (те са от женски род).